# Lillsjön (Nordmalings socken, Ångermanland, 704780-167951)
Lillsjön är en sjö i Nordmalings kommun i Ångermanland och ingår i Lögdeälven-Husåns kustområde.